# Without Fear
Without Fear is een stomme film uit 1922 onder regie van Kenneth S. Webb. Het staat in Nederland bekend als de (enige) Amerikaanse film waarin de Nederlandse filmdiva Annie Bos een kleine rol speelde onder de pseudoniem 'Annie Boas'. Het was een van hoofdrolspeler Pearl White's laatste avondvullende films. Haar populariteit was inmiddels vergaan en na 1922 kreeg ze nog maar een paar filmaanbiedingen.

## Plot
Ruth Hamilton is een jongedame die afstamt uit een welvarende aristocratische familie. Haar familie kan enkel denken aan hun sociale positie, maar Ruth heeft geheel andere interesses. Ze weigert dan ook een huwelijksaanzoek van socialist William Barton, die volgens haar ouders de perfecte schoonzoon zal zijn. Ze geeft namelijk de voorkeur aan John Martin, een armoedzaaier die zou worden verstoten door haar familie. Ze spreekt stiekem met hem af, totdat haar vader tot deze ontdekking komt. Uiteindelijk trouwt ze met hem.

## Rolbezetting
| Acteur         | Personage        |
| -------------- | ---------------- |
| Pearl White    | Ruth Hamilton    |
| Robert Elliott | John Miles       |
| Charles Mackay | Warren Hamilton  |
| Marie Burke    | Mevrouw Hamilton |
| Robert Agnew   | Walter Hamilton  |
| Macey Harlam   | Bill Barton      |
| Annie Bos      |                  |